# Butlles alexandrines

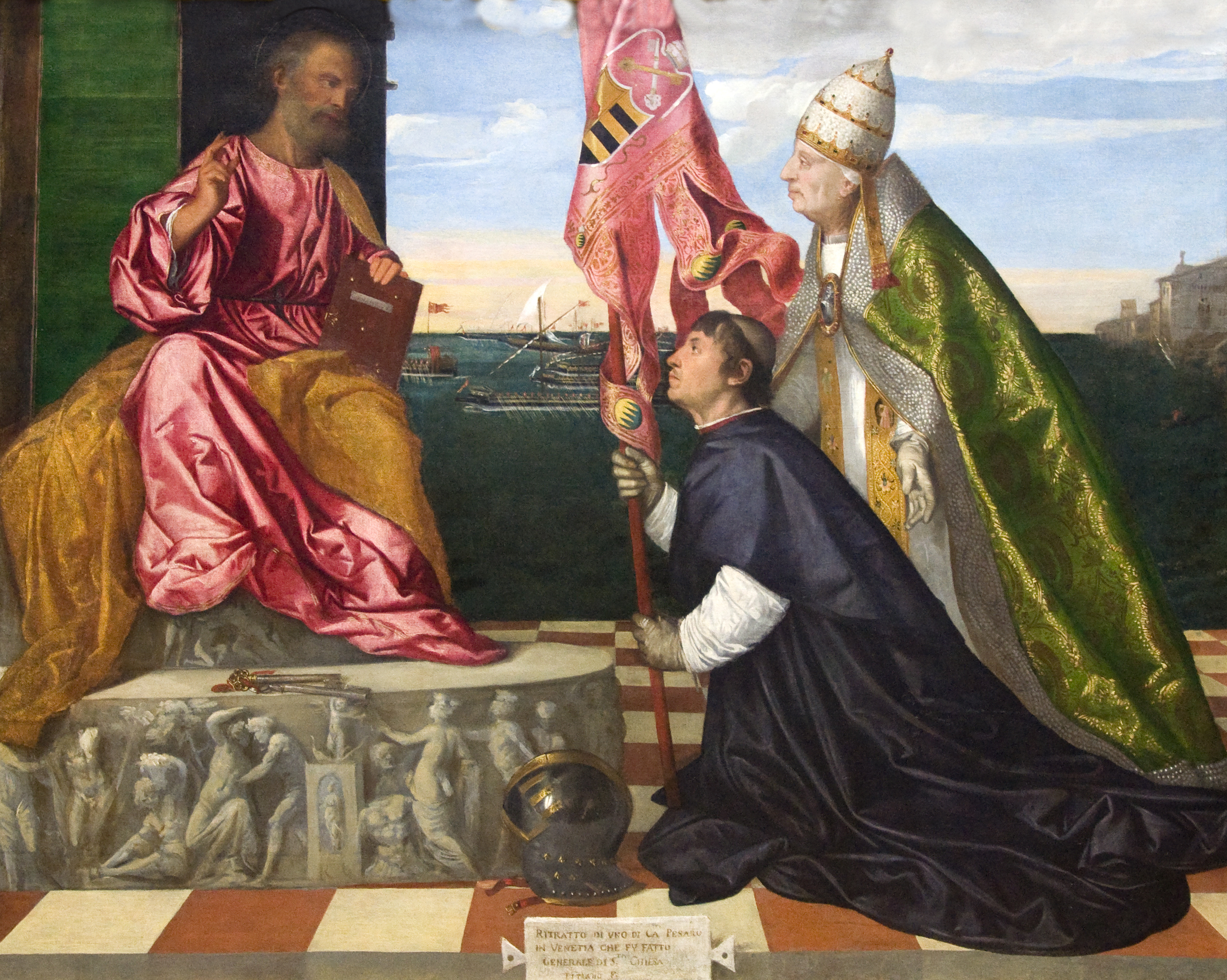
Alexandre VI i Jacopo Pesaro davant Sant Pere, Tiziano, 1509. L'escena naval del fons, l'estendard i l'elm ambienten bé el moment històric.

Les butlles alexandrines són conjunt de documents pontificis que van atorgar als reis de Castella i Lleó el dret a conquerir Amèrica i l'obligació d'evangelitzar-la, emesos per la Santa Seu a 1493 a petició dels Reis Catòlics, la influència davant el Papa Alexandre VI (de la valenciana família Borja) era prou poderosa per a aconseguir-les.
Van ser quatre documents: el breu Inter Caetera, la butlla menor també anomenada Inter Caetera, que és la més coneguda i la que esmenta per primera vegada una línia de demarcació a l'Atlàntic, la butlla menor Eximiae devotionis i la butlla Dudum siquidem.

## Castella i Portugal a l'Atlàntic abans de 1492
El fet que el 1493 no es sabés de l'existència d'un Nou Món entre Europa i Àsia no treu validesa a la donació. Es sancionava a la pràctica un repartiment del món entre les dues potències que hi optaven: Castella i Portugal. No és casualitat, tot contribueix a això: la conjuntura del final de la Reconquesta, la modernitat del seu sistema polític (les monarquies autoritàries de les dues), la dinàmica de les seves economies la geografia (ocupen l'angle sud-occidental d'Europa), les bases avançades de Canàries i Açores, el capital humà dels seus mariners (que hereten i actualitzen cada generació la seva informació sobre l'Atlàntic) amb l'afegit de les colònies italianes, i la seva tecnologia naval punta.
Les butlles, tot i ser un triomf català tenien una clara component arbitral (reconeguda per Pedro Mártir de Anglería) en les seculars negociacions per les rutes atlàntiques de la costa occidental africana, revaloritzades des del descobriment del Cap de Bona Esperança i desvaloritzat des del descobriment de Colom. Si fins aleshores s'havien repartit amb una divisió nord-sud seguint la frontera un paral·lel (interpretació controvertida del Tractat d'Alcaçovas, 1479), ara es feia el mateix d'est a oest seguint la frontera un meridià: el que passa a cent llegües de les Illes Açores i Cap Verd.

## Relacions entre Roderic de Borja i Ferran d'Aragó

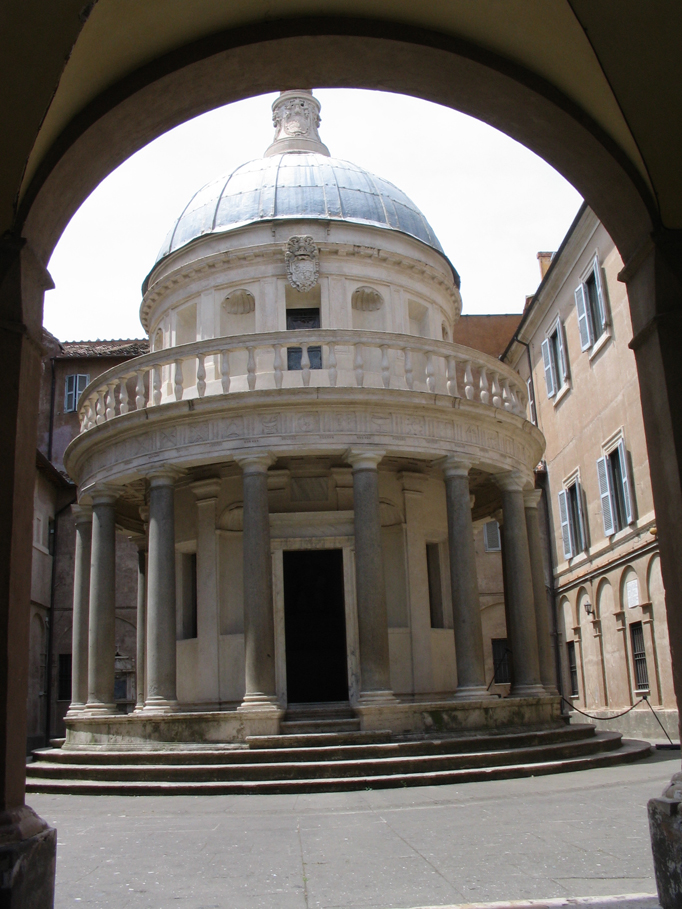
San Pietro in Montorio, Roma

L'11 agost 1492 va ser elegit nou Papa el cardenal arquebisbe de València Roderic de Borja, que va passar a anomenar-se Alexandre VI. Aquest cardenal tenia una relació estreta amb Isabel i Ferran des de 1472, quan com a legat papal a la Península havia afavorit el seu reconeixement com a hereus al tron català, sobretot al facilitar-los la butlla papal de dispensa que va autoritzar el seu matrimoni tot i ser cosins segons. Ferran li havia correspost deixant acaparar càrrecs eclesiàstics en els seus dominis i atorgant favors als seus fills: ducat de Gandia per Pere Lluís de Borja (1485), arquebisbat de València per Cèsar Borja (1492) i mà de Maria Enríquez, primera del Rei, per Joan Borja (1493).

## Negociació
Les negociacions entre els Reis Catòlics i el Papat es van dur amb tant secret que fins ara (1992) no s'han trobat instruccions ni despatxos diplomàtics sobre elles. Es creu que el principal negociador per part dels Reis va ser Bernardino López de Carvajal, bisbe de Cartagena i ambaixador permanent a Roma, que va pronunciar un famós discurs davant el Col·legi Cardenalici el 19 de juny de 1493. Pels seus serveis, de Carvajal va ser nomenat cardenal a petició dels Reis el 20 de setembre del mateix any.

## Contingut de les butlles
Sota el terme Butlles Alexandriness'inclouen els quatre documents següents, tots ells emesos pel papa Alexandre VI el 1493 a favor de Ferran i Isabel, com a reis de Castella i Lleó:
1. Breu Inter Caetera de 1493
2. Butlla menor Inter Caetera de 1493 (4 de maig)
3. Butlla menor Eximiae devotionis (3 de maig)
4. Butlla Dudum siquidem (26 de setembre)

Es creu que les butlles van ser escrites en dates diferents del que indiquen les seves dates respectives. El breu Inter Caetera va haver de ser redactat i signat durant el mes d'abril, enviat a la península Ibèrica el 17 de maig i rebut una o dues setmanes després. Els Reis Catòlics enviar a finals de maig instruccions al seu ambaixador a Roma per aconseguir una butlla més favorable, la qual cosa va portar a l'emissió de la butlla menor Inter Caetera al juny. Aquesta butlla va arribar a Sevilla el 19 de juliol i els reis la reenvia a Colom el 4 d'agost. La Eximiae devotionis va ser escrita al juliol i la Dudum siquidem al desembre.
En les butlles es precisa que es concedeix el domini sobre terres descobertes i per descobrir en les illes i terra ferma del Mar Oceà, per ser terres d'infidels en les que el Papa, com vicari de Crist a la Terra, té potestat per fer-ho. La concessió es fa amb els seus senyorius, ciutats, castells, llocs i viles i amb tots els seus drets i jurisdiccions perquè els Reis Catòlics tinguessin tal domini "com senyors amb plena, lliure i absoluta potestat, autoritat i jurisdicció", sense més condició que la de no perjudicar a un altre príncep cristià que pogués tenir un dret reconegut en ells, i s'exclou a tota altra persona de qualsevol dignitat, estat, grau, ordre o condició, fins i tot imperial o real, en el comerç o en qualsevol altra cosa, sense llicència expressa dels Reis Catòlics. Les butlles, per tant, decretaven l'excomunió per a tots aquells que gosessin viatjar a les Índies per l'oest sense autorització dels reis de Castella. L'única contrapartida de la donació és l'obligació corresponent als reis d'evangelitzar les terres concedides.

## Valor jurídic i conseqüències
Les conseqüències de les Butlles Alexandrines en les relacions internacionals van ser escasses. Tant el Regne de França com el Regne d'Anglaterra les van ignorar, ja que les esglésies nacionals dels dos estats no reconeixien la jurisdicció suprema del Papa, ni tan sols en assumptes eclesiàstics i molt menys en assumptes temporals.
Portugal, que era la potència més directament perjudicada per aquestes Butlles, va obrir una negociació diplomàtica directa amb els Reis Catòlics que va culminar en la signatura del Tractat de Tordesillas (1494), el qual va fixar un meridià de demarcació entre castellans i portuguesos a 370 llegües a l'oest de les illes de Cap Verd, el que va fer que almenys una part del territori de l'actual Brasil quedés a la zona portuguesa. El tractat va estipular clarament que, si bé es demanaria a la Santa Seu confirmació de l'acord, cap de les parts podria ser dispensada de complir pel sol motu proprio papal.
| «                                                                          | ... van jurar de no demanar absolució ni relaxació al nostre molt Sant Pare, (...) i encara que propi motu se la donin, no utilitzaran d'ella, abans (...) supliquen (...) que Sa Santedat plega confirmar i aprovar aquesta dita capitulació, segona s'hi conté i enviant expedir sobre això les seves butlles ... | » |
| — Tractat de Tordesillas, versió en castellà ratificada pels Reis Catòlics | |   |

Tot i no haver tingut cap conseqüència pràctica, les Butlles Alexandrines es consideren tradicionalment la primera fita del dret indià, que es defineix com el conjunt de normes jurídiques vigents a Amèrica durant la dominació espanyola.
Alguns autors han afirmat que el Papat es va limitar a actuar com a fedatari major, registrant cada un dels fets importants dels monarques que s'havien llançat a l'aventura del Descobriment. Altres juristes opinen que aquest document es tractaria únicament d'una concessió religiosa o pontifícia atorgada pel Papa amb determinades condicions i obligacions. Les butlles concedeixen el domini legal d'unes terres d'infidels i, per tant, sense amo legítim als Reis Catòlics a canvi de l'obligació de "protegir i evangelitzar als indis".
Per la seva banda, per al catedràtic de dret canònic Manuel Giménez Fernández les butlles alexandrines s'expliquen simplement com un contuberni entre un papa corrupte i uns reis ambiciosos.
Una altra qüestió d'importància jurídica és que la butlla l'atorga el Papa a Isabel i Ferran com a reis de Castella i Lleó, no de la Corona d'Aragó, que queda al marge de la concessió. A més, els destinataris són els reis i els seus hereus, no els regnes; matís important perquè, si les terres haguessin estat concedides als regnes, la seva jurisdicció marítima hauria correspost als almiralls de Castella.
Els debats intel·lectuals que van provocar aquestes Butlles inclouen la discussió dels justos títols de domini sobre Amèrica, o polèmica dels naturals, que va tenir els seus cims a la Junta de Burgos (1512) i la Junta de Valladolid de 1550-1551, on es van enfrontar Juan Ginés de Sepúlveda i Bartolomé de las Casas.